# 本橋菜子
本橋 菜子（もとはし なこ、1993年10月10日 - ）は、日本の女子プロバスケットボール選手である。東京羽田ヴィッキーズ所属。身長164cm。

## 経歴・人物
埼玉県朝霞市出身。朝霞市立朝霞第六小学校在学中の7歳（小学校1年）の時に姉と一緒に地元のクラブチームである朝霞台ユニオンズに入団してバスケットボールを始める。その後、志木市立志木中学校を経て東京都の明星学園高等学校に進学する。
明星学園時代には3年生の時に平成23年度全国高等学校総合体育大会（秋田県）に出場、準決勝で宮澤夕貴（ENEOSサンフラワーズ→現 富士通レッドウェーブ）がエースとして君臨していた神奈川県立金沢総合高等学校と対戦して終盤までリードしながら延長戦で逆転負けを喫して3位という成績を収めている。

### 大学
2012年に早稲田大学スポーツ科学部に進学。元々は高校でバスケットボールを辞めるつもりだったが、高校で学んだことを活かそうと考えて進学を決めたという。大学時代は2014年（3年次）からレギュラーのポイントガードに定着し、その年の全日本大学バスケットボール選手権大会（インターカレッジ）に於いて優勝を果たし、本橋も優秀選手賞とアシスト王に輝いた。同じ2014年の関東大学女子バスケットボールリーグ戦戦では早稲田大学の初優勝の立役者の一人ともなった。2015年の大学4年次には主将に任命されたが、シーズン前に右膝前十字断裂の故障を負い、手術を受けたことでほとんどの試合に出ることが出来なかったが、粘り強いリハビリテーションを経て2015関東大学女子リーグ戦の終盤に復帰して早稲田大学のリーグ戦連覇に花を添えた。

### Wリーグ
本橋は大学卒業後、バスケットボールから引退して普通の会社員になるつもりでいたが、膝の故障と長いリハビリテーションなどで「バスケが出来ないことが淋しい」と思い、「このまま終われない」と考えたところに東京羽田ヴィッキーズから入団の誘いを受けてプロのバスケットボール選手としてプレーを続けることを決意し、2016年にヴィッキーズに入団。
2018年4月、24歳にしてバスケットボール女子日本代表に初選出される。代表デビュー戦となった同年6月8日の三井不動産カップ・台湾戦（東京都・アリーナ立川立飛）で約16分の出場で12アシストと活躍、続く8月の三井不動産カップ・カナダ戦（新潟県・長岡市シティホールプラザアオーレ長岡）では15得点を挙げるなどの活躍で名を挙げた。同年の2018年FIBA女子バスケットボール・ワールドカップ日本代表に選出され、全試合でスターターとして出場した。企業チームではないクラブチーム所属の選手が日本代表に選ばれたのはWリーグ史上初。
また2018年7月1日付でANAエアポートサービス株式会社に入社した。
2019年も日本代表に選出され、アジアカップ（インド・バンガロール）に出場。決勝戦の中国戦では24得点8アシストを記録し、日本の大会4連覇に貢献。全5試合出場で1試合平均17.0得点、5.0アシストは1位で、MVP、得点王、アシスト王、オールスターファイブを受賞した。
2020年11月、右膝前十字靭帯を損傷。手術を受けてリハビリに励んだ。2021年代表合宿開始時点では練習に参加できなかったが、五輪直前の国際強化試合で試合復帰し、東京オリンピックに出場、銀メダルを獲得した。

## 日本代表歴
- 2018 FIBAワールドカップ9位
- 2019 FIBAアジアカップ - 優勝（MVP、オールスターファイブ受賞、得点1位、アシスト数1位）
- 2019 東京五輪アジア・オセアニア地区プレ予選大会[13]
- 2020 東京五輪世界最終予選大会
- 2021 東京オリンピック準優勝
- 2022 FIBAワールドカップ2022予選
- 2023 FIBAアジアカップ
- 2024 パリオリンピック世界最終予選